# Enfärgad myrtörnskata
Enfärgad myrtörnskata (Thamnophilus unicolor) är en fågel i familjen myrfåglar inom ordningen tättingar.

## Utseende och läte
Hane enfärgad myrtörnskata gör skäl för sitt namn genom helt mörkgrå fjäderdräkt utan några övriga kännetecken. Honan är jämnbrun med kontrasterande grått ansikte. Näbben är relativt kraftig med krökt spets, som hos andra myrtörnskator. Lätet består av en kort serie med "awh", som ökar något i hastighet.

## Utbredning och systematik
Enfärgad myrtörnskata delas in i tre underarter:
- Thamnophilus unicolor grandior – förekommer i Colombia till östra Ecuador och norra Peru (i söder till norra San Martín)
- Thamnophilus unicolor unicolor – förekommer i Stillahavssluttningen i Ecuador
- Thamnophilus unicolor caudatus – förekommer i Andernas östsluttning i Peru (södra San Martín, förekommer lokalt i södra Cusco)

## Levnadssätt
Enfärgad myrtörnskata hittas i undervegetation i subtropiska skogar, på högre höjd än de flesta andra myrtörnskator. Den ses vanligen enstaka eller i par, sällan ute i det öppna. Fågeln slår ibland följe med kringvandrande artblandade flockar.

## Status och hot
Arten har ett stort utbredningsområde, men tros minska i antal, dock inte tillräckligt kraftigt för att den ska betraktas som hotad. Internationella naturvårdsunionen IUCN listar arten som livskraftig (LC).